# Équipe olympique des réfugiés aux Jeux olympiques d'été de 2024
L'équipe olympique des réfugiés participe  aux Jeux olympiques d'été de 2024 à Paris. Il s'agit de sa 3e participation à des Jeux olympiques d'été (en 2016 aux Jeux de Rio, l'équipe était alors connue avec le sigle ROT – Refugee Olympic Team).
Pour la première fois, la délégation d'athlètes réfugiés comporte un ou une athlète ayant atteint les minima pour se qualifier dans sa discipline : Cindy Ngamba, Camerounaise réfugiée au Royaume-Uni, est qualifiée en boxe dans la catégorie des poids moyens femmes. Les autres membres de la délégation ont bénéficié d'invitations sans avoir à atteindre les critères de qualification. Lors de ces Jeux, la délégation obtient la première médaille de son histoire : Cindy Ngamba obtient une médaille de bronze.

## Historique
Le Comité international olympique (CIO), par le biais du programme de la Solidarité olympique consacré aux athlètes réfugiés, attribue des bourses sur une sélection de sportifs accompagnés par l’Olympic Refuge Foundation, partenaire du Haut Commissariat des Nations unies pour les réfugiés. 
En juin 2022, 44 athlètes se sont vu attribuer une bourse pour athlètes réfugiés ou de transition. Ils sont originaires de 12 pays et vivent dans 16 pays d'accueil. Ils représentent 12 sports :
- Abere Kassw Belay (Éthiopie, marathon)
- Ahmad Alikaj (Syrie, judo)
- Ahmad Wais (Syrie, cyclisme)
- Aker Al Obaidi (Syrie, lutte)
- Alaa Maso (Syrie, natation)
- Anjelina Nadai Lohalith (Soudan du Sud, athlétisme)
- Aram Mahmoud (Syrie, badminton)
- Charles Elijah Duol (Soudan du Sud, athlétisme)
- Cyrille Fagat Tchatchet II (Cameroun, haltérophilie)
- Dina Pouryounes Langeroudi (Iran, taekwondo)
- Dominic Lokinyomo Lobalu (Soudan du Sud, athlétisme)
- Dominic Lokolong Atiol (Soudan du Sud, athlétisme)
- Dorian Keletela (Congo, athlétisme)
- Ehsan Naghibzadeh (Iran, taekwondo)
- Eldric Samuel Sella Rodriguez (Venezuela, boxe)
- Eyad Masoud (Syrie, natation)
- Farid Walizadeh (Afghanistan, boxe)
- Gaston Nsazumukiza (République démocratique du Congo, taekwondo)
- Habtom Amaniel (Erythrée, athlétisme)
- Hamoon Derafshipour (Iran, karaté)
- Jamal Abdelmaji Eisa Mohammed (Soudan, athlétisme)
- James Chiengjiek Nyang (Soudan du Sud, athlétisme)
- Javad Mahjoub (Iran, judo)
- John Lokibe Taban (Soudan du Sud, athlétisme)
- Joseph Elia Ernesto (Soudan du Sud, athlétisme)
- Josephina Tain Augustinho (Soudan du Sud, athlétisme)
- Kasra Mehdipournejad (Iran, taekwondo)
- Kimia Alizadeh (Iran, taekwondo)
- Luna Solomon (Érythrée, tir)
- Mohammad Emami (Iran, taekwondo)
- Muna Dahouk (Syrie, judo)
- Paulo Amotun Lokoro (Soudan du Sud, athlétisme)
- Popole Misenga (République démocratique du Congo, judo)
- Rose Ihisa Karlo Uwaro (Soudan du Sud, athlétisme)
- Rose Lokonyen (Soudan du Sud, athlétisme)
- Saeid Fazloula (Iran, canoë)
- Seyd Taha Ghafari (Iran, athlétisme)
- Simon Lodai Lohuju (Soudan du Sud, athlétisme)
- Tesfay Felfele (Érythrée, marathon)
- Tachlowini Gabriyesos (Érythrée, athlétisme)
- Ubaa Dinta Achoto (Soudan du Sud, athlétisme)
- Ukuk Utho’o Bul (Soudan du Sud, athlétisme)
- Wael Fawaz Al-Farraj (Syrie, taekwondo)
- Yiech Pur Biel (Soudan du Sud, athlétisme)
- Zohore Sajadi (Iran, tir)

En août 2023, 10 nouveaux athlètes obtiennent une bourse :
- Amir Ansari (Afghanistan, cyclisme) - pays d'accueil : Suède
- Edilio Francisco Centeno Nieves (Venezuela, tir) - pays d'accueil : Mexique
- Hadi Tiranvalipour (Iran, taekwondo) - pays d'accueil : Italie
- Mahdia Sharifi (Afghanistan, taekwondo) - pays d'accueil : Italie
- Marialejandra Coromoto Centeno Nieves (Venezuela, tir) - pays d'accueil : Mexique
- Mohammad Rashnonezhad (Iran, judo) - pays d'accueil : Pays-Bas
- Omar Hassan Omar (Éthiopie, athlétisme) - pays d'accueil : Danemark
- Omid Ahmadisafa (Iran, boxe) - pays d'accueil : Allemagne
- Roberto Gabriel Mujica Silva (Venezuela, taekwondo) - pays d'accueil : Pérou
- Roima Indonesia Mujica Silva (Venezuela, taekwondo) - pays d'accueil : Pérou

En octobre 2023, la ville de Bayeux a été retenue par le CIO pour accueillir la préparation des réfugiés aux jeux.

## Athlètes engagés
Trente-sept athlètes sont engagés dans l'équipe olympique des réfugiés : 
| Athlète                       | Pays d'origine      | CNO hôte        | Discipline    | Événement                                  |
| ----------------------------- | ------------------- | --------------- | ------------- | ------------------------------------------ |
| Dorian Keletela               | République du Congo | France          | Athlétisme    | 100 mètres masculin                        |
| Musa Suliman                  | Soudan              | Suisse          | Athlétisme    | 800 mètres masculin                        |
| Dominic Lokinyomo Lobalu      | Soudan du Sud       | Suisse          | Athlétisme    | 5 000 mètres masculin                      |
| Jamal Abdelmaji Eisa Mohammed | Soudan              | Israël          | Athlétisme    | 10 000 mètres masculin                     |
| Tachlowini Gabriyesos         | Érythrée            | Israël          | Athlétisme    | Marathon masculin                          |
| Mohammad Amin Alsalami        | Syrie               | Allemagne       | Athlétisme    | Saut en longueur masculin                  |
| Perina Lokure                 | Soudan du Sud       | Kenya           | Athlétisme    | 800 mètres féminin                         |
| Farida Abaroge                | Éthiopie            | France          | Athlétisme    | 1 500 mètres féminin                       |
| Dorsa Yavarivafa              | Iran                | Grande-Bretagne | Badminton     | Simple dames                               |
| Omid Ahmadisafa               | Iran                | Allemagne       | Boxe          | Poids mouches hommes                       |
| Cindy Ngamba                  | Cameroun            | Grande-Bretagne | Boxe          | Poids moyens femmes                        |
| Manizha Talash                | Afghanistan         | Espagne         | Breakdance    | B-Girls                                    |
| Amir Rezanejad                | Iran                | Allemagne       | Canoë-kayak   | C1 slalom hommes                           |
| Fernando Jorge                | Cuba                | États-Unis      | Canoë-kayak   | C1 1 000 mètres hommes                     |
| Saeid Fazloula                | Iran                | Allemagne       | Canoë-kayak   | K1 1 000 mètres hommes                     |
| Saman Soltani                 | Iran                | Autriche        | Canoë-kayak   | K1 500 mètres femmes                       |
| Amir Ansari                   | Afghanistan         | Grande-Bretagne | Cyclisme      | Contre-la-montre masculin                  |
| Eyeru Tesfoam Gebru           | Éthiopie            | France          | Cyclisme      | Course en ligne féminine                   |
| Mohammad Rashnonezhad         | Iran                | Pays-Bas        | Judo          | Moins de 60 kg hommes Par équipes          |
| Sibghatullah Arab             | Afghanistan         | Allemagne       | Judo          | Moins de 81 kg hommes Par équipes          |
| Adnan Khankan                 | Syrie               | Allemagne       | Judo          | Moins de 100 kg hommes Par équipes         |
| Muna Dahouk                   | Syrie               | Pays-Bas        | Judo          | Moins de 57 kg femmes Par équipes          |
| Nigara Shaheen                | Afghanistan         | Canada          | Judo          | Moins de 63 kg femmes Par équipes          |
| Mahboubeh Barbari Zharfi      | Iran                | Allemagne       | Judo          | Plus de 78 kg femmes Par équipes           |
| Francisco Edilio Centeno      | Venezuela           | Mexique         | Tir           | Pistolet à 10 m air comprimé hommes        |
| Luna Solomon                  | Érythrée            | Suisse          | Tir           | Carabine à 10 m air comprimé femmes        |
| Alaa Maso                     | Syrie               | Allemagne       | Natation      | 50 mètres nage libre                       |
| Matin Balsini                 | Iran                | Grande-Bretagne | Natation      | 200 mètres papillon                        |
| Hadi Tiran                    | Iran                | Italie          | Taekwondo     | Moins de 58 kg hommes                      |
| Yahya Al-Ghotany              | Syrie               | Jordanie        | Taekwondo     | Moins de 68 kg hommes                      |
| Farzad Mansouri               | Afghanistan         | Grande-Bretagne | Taekwondo     | Moins de 80 kg hommes                      |
| Kasra Mehdipournejad          | Iran                | Allemagne       | Taekwondo     | Plus de 80 kg hommes                       |
| Dina Pouryounes Langeroudi    | Iran                | Pays-Bas        | Taekwondo     | Moins de 49 kg femmes                      |
| Ramiro Mora Romero            | Cuba                | Grande-Bretagne | Haltérophilie | Moins de 102 kg hommes                     |
| Yekta Jamali                  | Iran                | Allemagne       | Haltérophilie | Moins de 81 kg femmes                      |
| Iman Mahdavi                  | Iran                | Italie          | Lutte         | Lutte libre, moins de 74 kg hommes         |
| Jamal Valizadeh               | Iran                | France          | Lutte         | Lutte gréco-romaine, moins de 60 kg hommes |

| Sport         | Hommes | Femmes | Total |
| ------------- | ------ | ------ | ----- |
| Athlétisme    | 6      | 2      | 8     |
| Badminton     | 0      | 1      | 1     |
| Boxe          | 1      | 1      | 2     |
| Breakdance    | 0      | 1      | 1     |
| Canoë-kayak   | 3      | 1      | 4     |
| Cyclisme      | 1      | 1      | 2     |
| Haltérophilie | 1      | 1      | 2     |
| Judo          | 3      | 3      | 6     |
| Lutte         | 2      | 0      | 2     |
| Natation      | 2      | 0      | 2     |
| Taekwondo     | 4      | 1      | 5     |
| Tir           | 1      | 1      | 2     |
| Total         | 24     | 13     | 37    |

En cas de médaille d'or, à la place de l'hymne du pays d'origine du sportif vainqueur, c'est l'hymne olympique qui sera joué et le drapeau olympique qui sera brandi.
Le 23 juillet 2024, le CIO annonce que la boxeuse Cindy Ngamba et le taekwondoïste Yahya Al-Ghotany sont nommés porte-drapeaux de la délégation.

## Médaillés
| Sport | Discipline | Athlète(s) | Performance | Date |
| ----- | ---------- | ---------- | ----------- | ---- |
|       |            |            |             |      |

| Sport | Discipline | Athlète(s) | Performance | Date |
| ----- | ---------- | ---------- | ----------- | ---- |
|       |            |            |             |      |

| Sport | Discipline          | Athlète(s)   | Performance | Date        |
| ----- | ------------------- | ------------ | ----------- | ----------- |
| boxe  | poids moyens femmes | Cindy Ngamba |             | 8 août 2024 |

## Résultats

### Athlétisme
| Athlètes             | Épreuve | Premier tour (ou tour préliminaire) | Premier tour (ou tour préliminaire) | Repêchage (ou premier tour) | Repêchage (ou premier tour) | Demi-finales | Demi-finales | Finale  | Finale  |
| Athlètes             | Épreuve | Temps                               | Rang                                | Temps                       | Rang                        | Temps        | Rang         | Temps   | Rang    |
| -------------------- | ------- | ----------------------------------- | ----------------------------------- | --------------------------- | --------------------------- | ------------ | ------------ | ------- | ------- |
| Dorian Keletela (en) | 100 m   | Exempté                             | Exempté                             | 10 s 58                     | 8e                          | Éliminé      | Éliminé      | Éliminé | Éliminé |

### Badminton
| Athlète          | Compétition  | Phase de groupes | Phase de groupes | Phase de groupes | 1/8e de finale   | Quarts de finale | Demi-finales     | Finale / 3e place | Finale / 3e place |
| Athlète          | Compétition  | Adversaire Score | Adversaire Score | Rang             | Adversaire Score | Adversaire Score | Adversaire Score | Adversaire Score  | Rang              |
| ---------------- | ------------ | ---------------- | ---------------- | ---------------- | ---------------- | ---------------- | ---------------- | ----------------- | ----------------- |
| Dorsa Yavarivafa | Simple dames | Yeo Jia Min      | Kate Foo Kune    | e du gr. ...     | [[]]             | [[]]             | [[]]             | [[]]              |                   |